# Tövis (botanika)

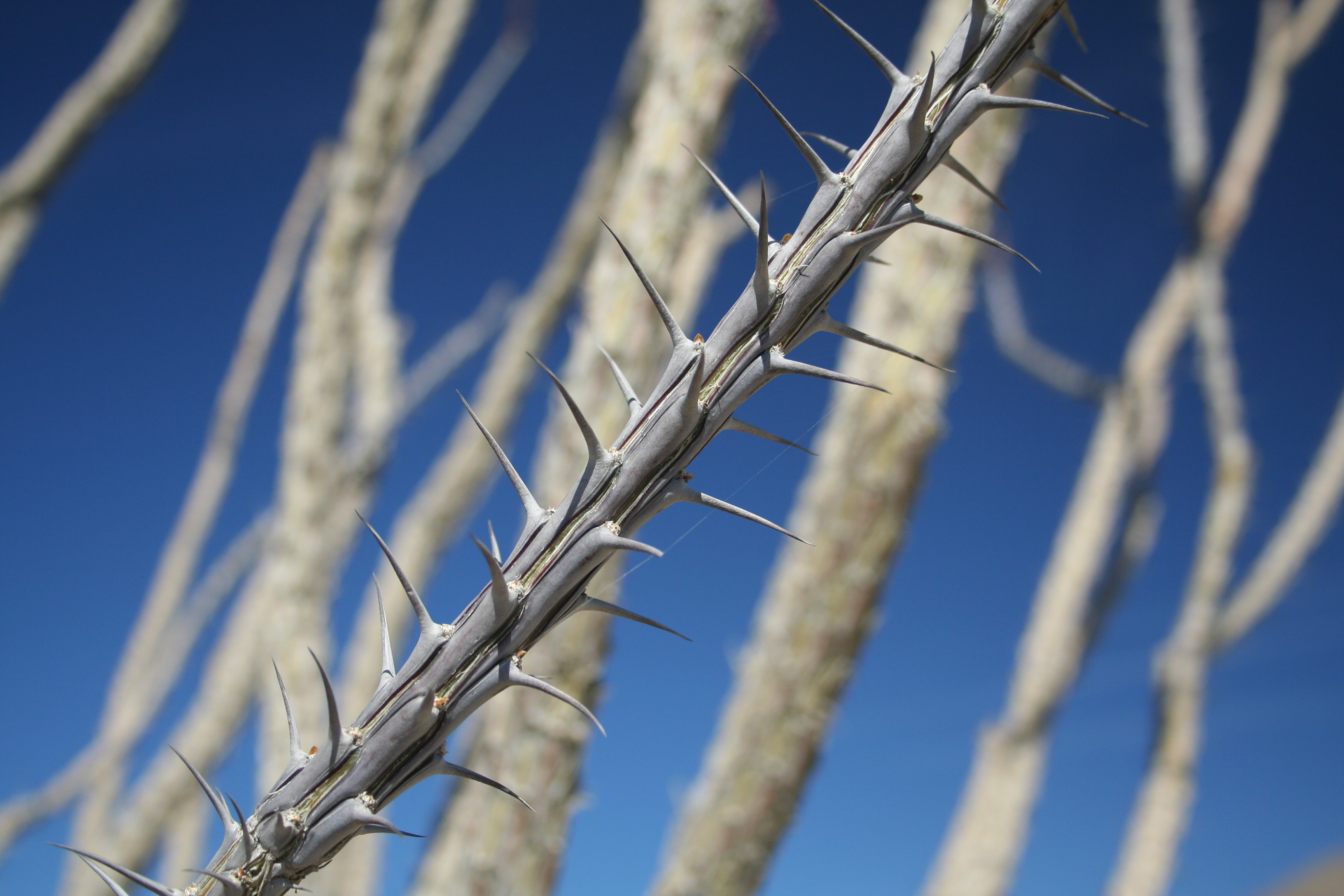
Az okotillócserje tövisei

A tövis az ág belső részeiből előtörő, védelem céljára módosult, rövid szártagú, kemény, szúrós hajtásképlet. Levél, virág, akár termés is fejlődhet rajta. Eltérően a tüskétől, nehéz letörni. A többi éles vagy hegyes kinövéshez hasonlóan ennek is a növénynek a növényevő állatoktól való védelme a feladata.

## Fajtái
- A levéltövis módosult lomblevél (például sóskaborbolya, fügekaktusz).
- A pálhatövis tövissé módosult pálhalevél (például akác).
- A szártövis a hajtás tövissé módosult csúcsrügye (például vadkörte, varjútövis).
- Az ágtövis módosult hónaljrügy (például tövises iglice, kökény).